# Arapaima
Arapaima (Synonyme: Sudis Cuvier, 1816; Vastres Valenciennes, 1847), in Südamerika Pirarucu oder Paiche genannt, ist eine Süßwasserfischgattung aus der Ordnung der Knochenzünglerartigen (Osteoglossiformes). Arapaima bedeutet „Roter Fisch“ in den Tupí-Guaraní-Sprachen. Arapaimas gehören zu den größten Süßwasserfischen der Welt. Sie können über zwei Meter lang werden und ein Gewicht von über 130 kg erreichen.

## Verbreitung

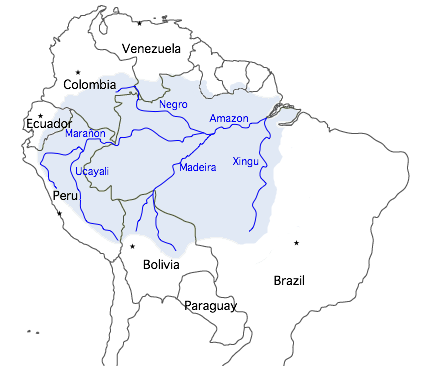
Amazonasbecken

Arapaimas kommen zwischen 5° nördlicher und 11° südlicher Breite im nördlichen Südamerika im Amazonas und den Unterläufen seiner südlichen Nebenflüsse Rio Madeira, Rio Tapajós und Rio Xingu, in den größeren Wasserläufen der Insel Marajó im Mündungsbereich des Amazonas, in den Nebenflüssen des Amazonasoberlaufs Pastaza, Río Pacaya und Río Ucayali, im Rio Araguaia und im Unterlauf des Rio Tocantins sowie im Rio Capim südlich der Insel Marajó vor. In den aus dem Süden kommenden Flüssen lebt er nur in den im Tiefland liegenden Abschnitten, nicht oberhalb der Stromschnellen, die diese Flüsse bilden, wenn sie aus der Sierra in das eigentliche Amazonasbecken strömen. Im nördlichen Amazonasnebenfluss Rio Negro fehlen die Fische, da sie in seinem nährstoffarmen Schwarzwasser nicht genügend Nahrung finden können. Dagegen kommen sie in dessen Nebenflüssen Rio Branco, Rio Jufari und im Unterlauf des Rio Demini vor. Der Rio Branco führt Weißwasser. In Guyana leben Arapaimas im Essequibo. Die Vorzugstemperatur der Arapaimas beträgt 25 °C bis 29 °C, der bevorzugte pH-Wert 6,0 bis 6,5.

## Merkmale

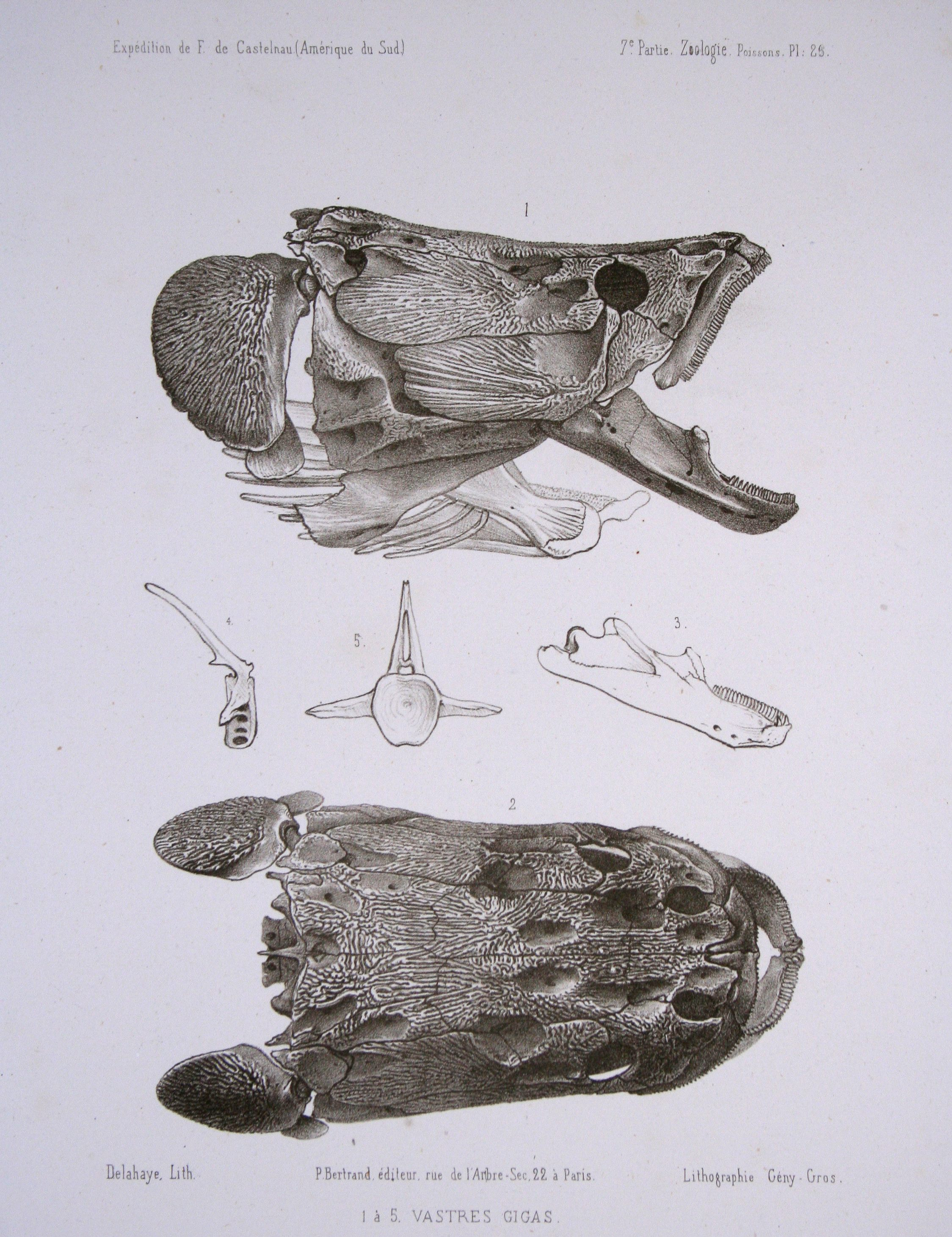
Schädel in Seitenansicht, in der Mitte Wirbel in Seitenansicht, von vorne und ein Unterkiefer, unten Schädel von oben.

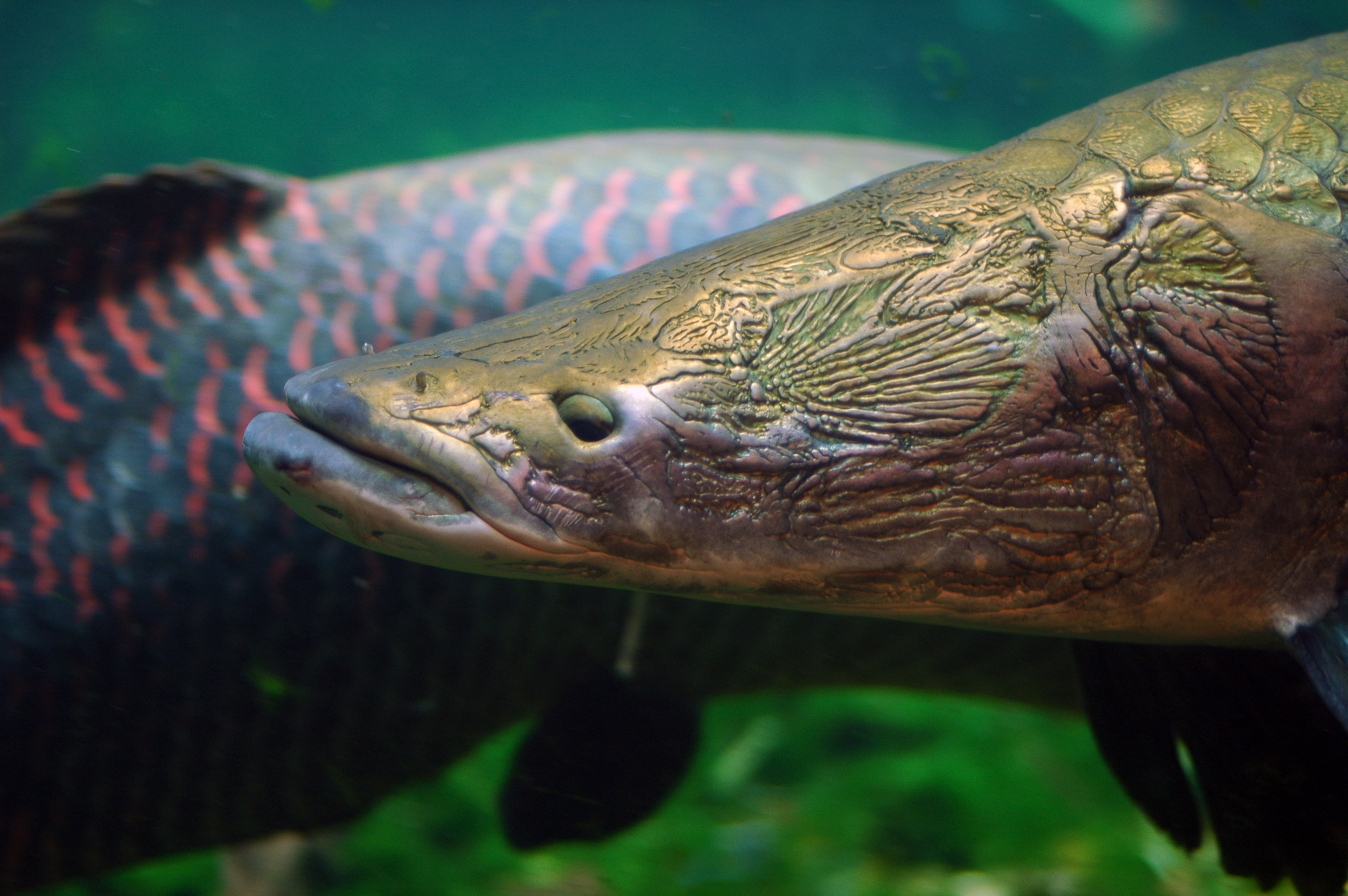
Kopfstudie

Arapaima können über 2 Meter lang werden. Das größte bekannte Exemplar war 2,32 m lang und hatte ein Gewicht von 133 kg. Es bleibt für gewöhnlich aber bei einer Länge von bis zu zwei Metern. Eine oft zitierte Angabe von Robert Hermann Schomburgk aus dem Jahr 1836 von 4,5 m (15 Fuß) langen und etwa 186 kg (410 Pound) schweren Exemplaren ist unglaubwürdig, da so große Arapaimas wesentlich schwerer sein müssten. Aufgrund dieser unzuverlässigen, nur auf Hörensagen beruhenden Größenangabe wurde Arapaima gigas häufig als größter Süßwasserfisch der Welt bezeichnet. Längenmäßig liegt er aber in der Größenordnung des Europäischen Welses und deutlich unter Urogymnus polylepis, einem in den Stromgebieten des Mekong und Mae Nam Chao Phraya (Chao-Phraya-Fluss) vorkommenden Stechrochen. Schomburgk überlieferte für ein von ihm vermessenes Exemplar eine Länge von 2,46 m (8 Fuß und 1 Zoll).
Der Körper der Arapaimas ist langgestreckt und im Querschnitt rund. Er ist olivgrün und zeigt viel silbrigen Glanz. Auf den großen Schuppen finden sich halbmondförmige rostfarbene oder orangerote Flecken. Die Iris ist gelb oder rot. In der Seitenlinienreihe (SL) stehen 35 oder 36 Schuppen, in einer Linie senkrecht zur Längsachse 3 bis 3,5 Schuppen auf jeder Körperseite. Die Rückenflosse wird von 20 bis 24, die längere Afterflosse von 26 bis 40 Flossenstrahlen gestützt.
Die Fische besitzen ein oberständiges Maul, mit dem sie atmosphärische Luft aufnehmen können. Dazu steigen sie an die Oberfläche auf und nehmen die Luft mit einem lauten, markanten Schluck zu sich. Die Schwimmblase der Arapaimas weist ein lungenähnliches Gewebe auf, das der Luft Sauerstoff entziehen kann. Dieses zusätzliche Atemorgan gilt als Anpassung der Arapaimas an das oft sauerstoffarme Wasser der Überflutungsflächen im Amazonasbecken. Dadurch ist es ihnen möglich, bis zu 24 Stunden ohne Wasser auszukommen.

## Fortpflanzung
Arapaimas laichen im April und Mai. Dazu bauen die Fische auf sandigen Böden ein Nest von einem halben Meter Durchmesser und einer Höhe von 15 cm. Eier und Jungfische werden bewacht.

## Ernährung
Erwachsene Tiere, die ein Jahr oder älter sind, ernähren sich hauptsächlich von anderen Fischen. Darüber hinaus gehören auch Wirbellose, Amphibien, Wassergeflügel und kleinere Säugetiere zu ihrer Beute. Jungtiere, die noch bis zum dritten Monat von den Eltern versorgt werden, fressen auch Insekten, Fischlarven und andere kleine Organismen.

## Systematik
Die Gattung Arapaima wurde 1843 durch den deutschen Mediziner und Naturforscher Johannes Müller beschrieben. Typusart der Gattung ist Sudis gigas Schinz 1822 (= Arapaima gigas). Drei weitere Arten, die 1847 durch den französischen Zoologen Achille Valenciennes beschrieben wurden, hat Albert Günther 1868 in seinem Katalog der Fische des British Museum (Natural History) ohne detaillierte Analyse oder Begründung mit Arapaima gigas synonymisiert, womit Arapaima monotypisch wurde. Dies galt für die folgenden 145 Jahre, bis der amerikanische Ichthyologe Donald J. Stewart im Jahr 2013 Erstbeschreibungen und Typusexemplare (sofern vorhanden) neu analysierte und die Arten revalidierte, sowie mit Arapaima leptosoma eine neue Art beschrieb.
Arapaima gehört zur Familie der Arapaimidae, zu der sonst nur noch der Afrikanische Knochenzüngler (Heterotis niloticus) gehört. Der amerikanische Ichthyologe Joseph S. Nelson ordnet die Familie unter dem Namen Heterotidinae als Unterfamilie den Knochenzünglern (Osteoglossidae) zu.

## Arten
- Arapaima agassizii (Valenciennes, 1847)[6]
- Arapaima gigas (Schinz, 1822)
- Arapaima leptosoma Stewart, 2013[7]
- Arapaima mapae (Valenciennes, 1847)

## Gefährdung
Arapaimas sind durch Überfischung gefährdet. Die IUCN kann aber keine Gefährdungsstufen angeben, da keine ausreichenden Daten vorliegen. In Bolivien, wo die Arapaimas gigas um 1976 aus Peru eingeführt wurden, gelten sie als invasive Art, die möglicherweise für seither zu beobachtende starke Rückgänge heimischer Fischarten in einigen Flussabschnitten verantwortlich ist und deren Bestand langfristig gefährden könnte. Die bolivianische Regierung und mehrere Forschungsorganisationen veröffentlichten 2017 eine umfangreiche Studie zu den ökologischen und sozioökonomischen Effekten der Spezies in Bolivien.
Aktuelle Forschungen im Rahmen der Perpetual Planet Amazon Expedition legen nahe, dass in manchen Gebieten wie dem Rio Juruá sich die Bestände auf Grund von Schutzmaßnahmen erholen. So nahm die Zahl der Tiere laut eines 2024 veröffentlichten Berichts in Gegenden, wo nachhaltige Fischerei betrieben wurde, in elf Jahren um 425 Prozent zu und stieg in den zwei Jahren danach sogar auf 600 Prozent.